# Al Kazim Towers
Le Al Kazim Towers, chiamate anche Business Central Towers, è un complesso composto da due grattacieli gemelli situato a Dubai, negli Emirati Arabi Uniti.
Composta da due torri di 51 piani, entrambi gli edifici hanno un'eguale altezza di 265 metri.